# Ionela Târlea
Ionela Târlea (în perioada căsătoriei Târlea-Manolache; n. 9 februarie 1976, Horezu, România) este o fostă atletă română, laureată cu argint la Atena 2004, la 400 m garduri. 

## Carieră
Târlea a început atletismul la vârsta de 13 ani și jumătate, la CSM Râmnicu Vâlcea cu antrenoarea Viorica Enescu. În 1994 s-a transferat la clubul Oltchim, iar în 2001 a trecut la CSM PAB Arad, unde a început să se pregătească cu Liliana Năstase. De-a lungul carierei a concurat pentru Dinamo București, Sporting Lisabona (Portugalia), Fenerbahçe, Enka Spor (ambele Turcia).
Sportiva a câștigat medalia de aur la Campionatul European 1998 de la Budapesta și la Campionatul European din 2002 de la München la 400 m garduri. În plus a cucerit aurul la Campionatul Mondial în sală din 1999 în proba de 200 m. Ea a partcipat de patru ori la Jocurile Olimpice, la ediții din 1996, 2000, 2004 și 2008. Cel mai bun rezultat a obținut la Jocurile Olimpice de vară din 2004. La Atena a câștigat medalia de argint la 400 garduri în urma grecoaicei Faní Halkiá.
Ionela Târlea este multiplă campioană națională în probele de 100 m, 200 m, 400 m și 400 m garduri și deține recordurile naționale în probele de 100 m, 200 m, 400 m, 400 m garduri, 4x400 m, 200 m în sală, 400 m în sală și 4x400 m în sală.
S-a retras oficial din activitate în aprilie 2009 și lucrează la Comitetul Olimpic și Sportiv Român.
În 2000 i-a fost conferită Medalia Națională „Serviciul Credincios” clasa a II-a și în 2004 a primit Ordinul Meritul Sportiv clasa a II-a cu o baretă. Orașul Arad i-a conferit titlul de cetățean de onoare.

## Performanțe
| An   | Competiție                               | Locație                    | Loc | Eveniment     | Note    |
| ---- | ---------------------------------------- | -------------------------- | --- | ------------- | ------- |
| 1992 | Campionatul Mondial de Juniori (sub 20)  | Seoul, Coreea de Sud       | 3   | 400 m         | 52,13   |
| 1992 | Campionatul Mondial de Juniori (sub 20)  | Seoul, Coreea de Sud       | 1   | 4 × 400 m     | 3:31,57 |
| 1993 | Campionatul European de Juniori (sub 20) | San Sebastián, Spania      | 1   | 400 m garduri | 56,43   |
| 1994 | Campionatul European în sală             | Paris, Franța              | 4   | 400 m         | 53,13   |
| 1994 | Campionatul Mondial de Juniori (sub 20)  | Lisabona, Portugalia       | 1   | 400 m garduri | 56,25   |
| 1994 | Campionatul Mondial de Juniori (sub 20)  | Lisabona, Portugalia       | 2   | 4 × 400 m     | 3:36,59 |
| 1994 | Campionatul European                     | Helsinki, Finlanda         | 17  | 400 m garduri | 57,79   |
| 1995 | Campionatul European de Juniori (sub 20) | Nyíregyháza, Ungaria       | 1   | 400 m garduri | 56,04   |
| 1995 | Campionatul Mondial                      | Göteborg, Suedia           | 7   | 400 m garduri | 55,46   |
| 1995 | Universiada                              | Fukuoka, Japonia           | 2   | 400 m garduri | 55,99   |
| 1996 | Campionatul European în sală             | Stockholm, Suedia          | 4   | 400 m         | 52,90   |
| 1996 | Jocurile Olimpice                        | Atlanta, Statele Unite     | 7   | 400 m garduri | 54,40   |
| 1997 | Campionatul Mondial în sală              | Paris, Franța              | 4   | 400 m         | 52,06   |
| 1998 | Campionatul European în sală             | Valencia, Spania           | 2   | 400 m         | 50,56   |
| 1998 | Campionatul European                     | Budapesta, Ungaria         | 1   | 400 m garduri | 53,37   |
| 1999 | Campionatul Mondial în sală              | Maebashi, Japonia          | 1   | 200 m         | 22,39   |
| 1999 | Universiada                              | Palma de Mallorca, Spania  | 1   | 400 m         | 49,88   |
| 2000 | Jocurile Olimpice                        | Sydney, Australia          | 6   | 400 m garduri | 54,35   |
| 2001 | Campionatul Mondial în sală              | Lisabona, Portugalia       | 9   | 400 m         | 52,87   |
| 2001 | Campionatul Mondial                      | Edmonton, Canada           | 6   | 400 m garduri | 55,36   |
| 2002 | Campionatul European                     | München, Germania          | 1   | 400 m garduri | 54,95   |
| 2003 | Campionatul Mondial                      | Paris, Franța              | 4   | 400 m garduri | 54,41   |
| 2004 | Campionatul Mondial în sală              | Budapesta, Ungaria         | 4   | 400 m         | 51,58   |
| 2004 | Campionatul Mondial în sală              | Budapesta, Ungaria         | 3   | 4 × 400 m     | 3:30,06 |
| 2004 | Jocurile Olimpice                        | Atena, Grecia              | 2   | 400 m garduri | 53,38   |
| 2004 | Jocurile Olimpice                        | Atena, Grecia              | 6   | 4 × 400 m     | 3:26,81 |
| 2006 | Campionatul European al Polițiștilor     | Praga, Cehia               | 4   | 100 m         | 11,92   |
| 2006 | Campionatul European al Polițiștilor     | Praga, Cehia               | 5   | 200 m         | 23,96   |
| 2007 | Campionatul European în sală             | Birmingham, Marea Britanie | 7   | 400 m         | 52,62   |
| 2007 | Campionatul Mondial                      | Osaka, Japonia             | 33  | 200 m         | 23,48   |
| 2007 | Campionatul Mondial                      | Osaka, Japonia             | 19  | 400 m         | 51,62   |
| 2007 | Campionatul Mondial                      | Osaka, Japonia             | 14  | 400 m garduri | 55,41   |
| 2007 | Campionatul Mondial                      | Osaka, Japonia             | 14  | 4 × 400 m     | 3:35,69 |
| 2008 | Jocurile Olimpice                        | Beijing, China             | 19  | 200 m         | 23,22   |

## Recorduri personale
| Probă           | Performanță | Dată             | Locație           |
| --------------- | ----------- | ---------------- | ----------------- |
| 100 m           | 11,30 RN    | 19 iunie 1999    | Paris             |
| 200 m           | 22,35 RN    | 13 mai 1999      | Doha              |
| 400 m           | 49,88 RN    | 12 iulie 1999    | Palma de Mallorca |
| 400 mg          | 53,25 RN    | 7 iulie 1999     | Roma              |
| 4x400 m         | 3:25,68 RN  | 20 iunie 1999    | Paris             |
| 60 m în sală    | 7,24        | 30 ianuarie 1999 | București         |
| 200 m în sală   | 22,39 RN    | 30 ianuarie 1999 | Maebashi          |
| 400 m în sală   | 50,56 RN    | 1 martie 1998    | Valencia          |
| 4x400 m în sală | 3:30,06 RN  | 7 martie 2004    | Budapesta         |